# Романов, Пётр Михайлович
Пётр Михайлович Романов (1851—1911) — государственный деятель Российской империи, директор Общей канцелярии Министерства финансов (1892—1897), товарищ (заместитель) министра финансов (1897—1904), тайный советник.

## Биография, служебная карьера
Потомственный дворянин.
Окончил 5-ю петербургскую гимназию, а затем — физико-математический факультет Петербургского университета (1873) со степенью кандидата математических наук.
- C 6 февраля 1874 года — служил во Временной ревизионной комиссии государственного контроля в чине коллежского секретаря
- С 6 июня 1877 года — получил чин титулярного советника.
- С 1880 года служил в Особенной канцелярии по кредитной части Министерства Финансов.
- С 1883 года по 1889 год — начальник железнодорожного отделения в Особенной канцелярии по кредитной части Министерства Финансов.
- С 1889 года — вице-директор Департамента железнодорожных дел.
- С сентября 1892 года по 1897 год — директор общей канцелярии Министерства Финансов.
- В 1893 году получил чин действительного статского советника.
- В мае 1896 года получает чин тайного советника.
- С 1897 года по 1904 год — товарищ министра финансов (при министрах С. Ю. Витте и Э. Д. Плеске), один из ближайших сотрудников С. Ю. Витте.
- с января 1905 года и до самой смерти — член Государственного Совета.

Был председателем финансовой комиссии Государственного Совета. Награждён высшими российскими орденами, в том числе Орденом Святого Александра Невского.
Коллекционировал картины русских художников. В его собрании имелись ценные портреты XVIII и первой половины XIX вв., которые неоднократно экспонировались на исторических выставках портретов.
Умер 31 июля 1911 года в Царском Селе. Похоронен на Новодевичьем кладбище (Санкт-Петербург).

## Цитата о П. М. Романове

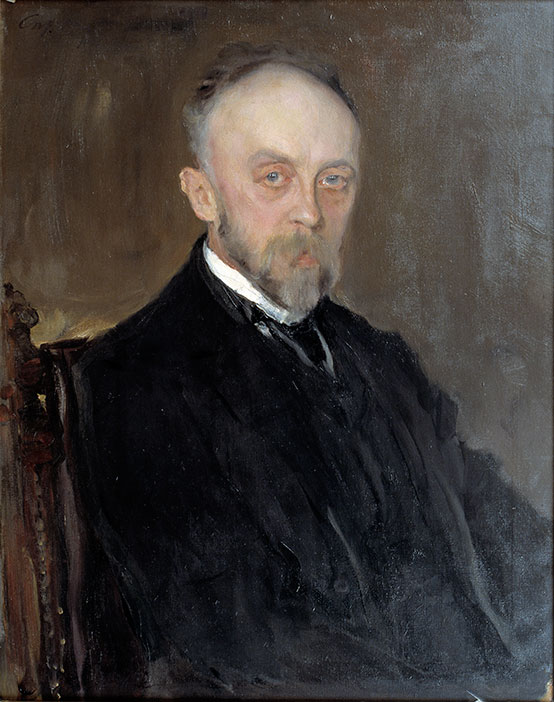
На портрете кисти Серова

человек он очень почтенный, пользуется общим уважением, деловой, но без особого темперамента… Человек он был довольно мягкий, против него велись интриги… Женился Романов несколько лет тому назад на сравнительно молодой особе, на сестре бывшего посла в Пекине Покотилова…
Витте С. Ю.